# Endor (Gwiezdne wojny)
Endor – księżyc w uniwersum Gwiezdnych Wojen, krążący wokół gazowego giganta pod tą samą nazwą (Endor) położonego na obszarze Zewnętrznych Rubieży, miejsce budowy drugiej Gwiazdy Śmierci, przedstawione w filmie Powrót Jedi.

## Bitwa o Endor
Na księżycu Endoru znajdował się generator pola siłowego, który chronił orbitującą wokół niego Gwiazdę Śmierci podczas jej budowy. Planując pułapkę na siły Sojuszu Rebeliantów, Imperator Palpatine dopuścił do przechwycenia przez rebeliantów informacji na temat tego przedsięwzięcia, co doprowadziło do Bitwy pod Endorem.